# CNews
CNews е издание в Русия – интернет портал и ежемесечно списание, посветено на телекомуникациите, информационните технологии, софтуер и компютърни игри.

## Интернет-портал
Интернет-портал CNews.ru функционира от месец август 2000 година. Неведнъж портала е определян от компанията „Медиалогия“ за най-цитирана медия в областта на телекомуникациите и информационните технологии.

## Списание
Списание CNews се издава от декември 2004 година. Разпространява се в Москва (46 % от тиража), Санкт Петербург (9 %), Екатеринбург, Нижни Новгород, Казан, Новосибирск, Самара, Перм, Уфа, Ростов на Дон, Краснодар, Воронеж, Ижевск, Челябинск и др.